# Geokichla oberlaenderi
Geokichla oberlaenderi là một loài chim trong họ Turdidae.